# 向田麻衣

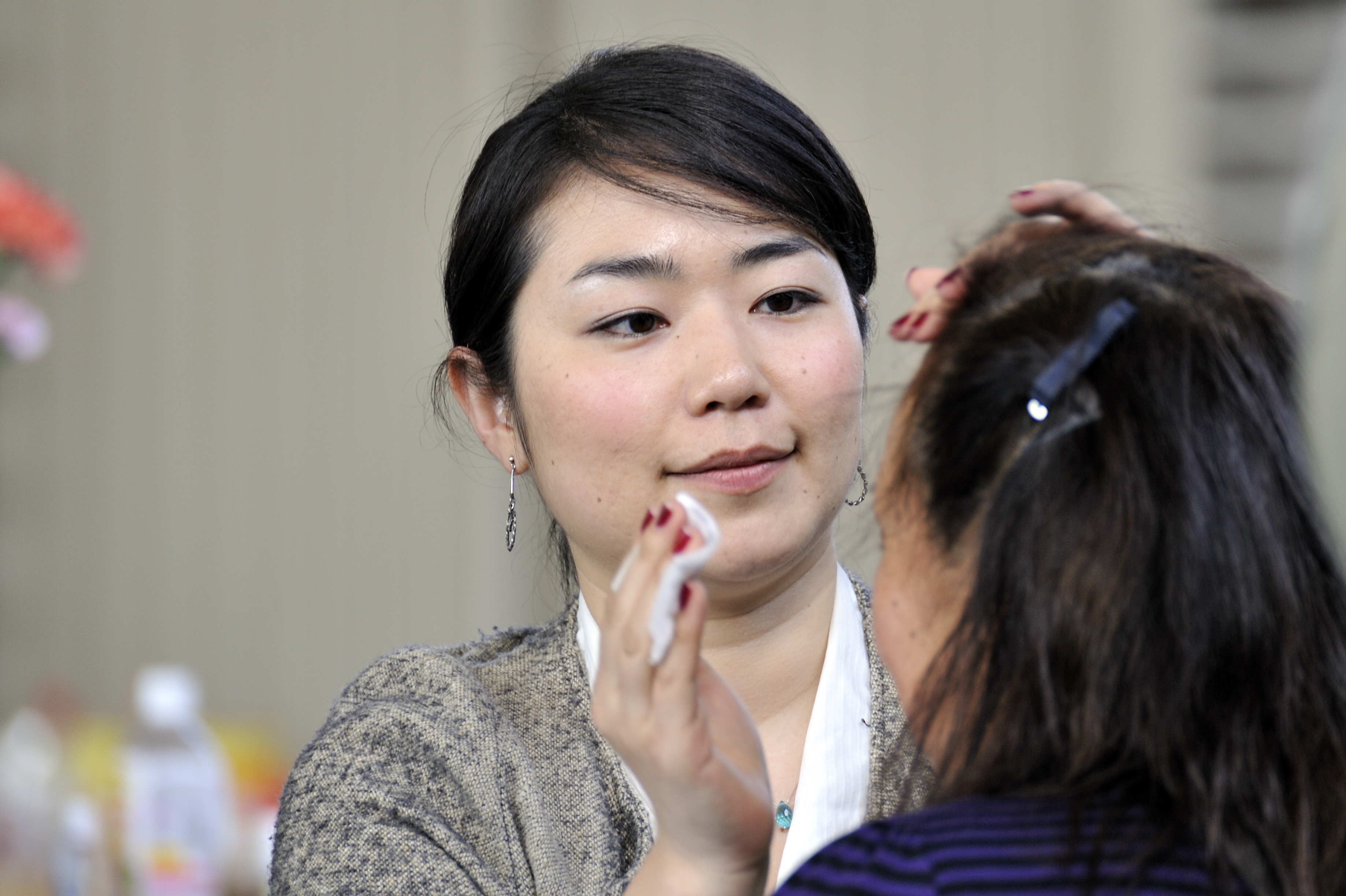
2011年5月、宮城県名取市にて

向田 麻衣（むかいだ まい、1982年10月24日 - ）は、日本の社会起業家。一般社団法人Coffret Project代表理事、株式会社Lalitpur代表取締役社長。

## 経歴
1982年10月24日、宮城県仙台市に生まれる。宮城学院中学校・高等学校卒業。高校在学中にネパールを訪れて、女性の識字教育を行うボランティアやNGOの活動に参加して1か月を過ごした。大学4年生の頃、トルコで半年間のフィールドワークを行う。慶應義塾大学総合政策学部卒業。小熊英二の研究室に所属した。
化粧品メーカーに就職し、マーケティング部に勤務した後、2009年にCoffret Project（コフレ・プロジェクト）発足。NGOの支援を受けている途上国の女性たちに向けて、化粧品の提供やワークショップなどの活動をおこなった。2013年、化粧品ブランドのLalitpur（ラリトプール）を立ち上げる。2016年、渋谷区神宮前にLalitpurのフラッグシップストアを開店した。近年は日本、ネパール、ニューヨークを拠点に活動している。
日本の美容師免許は取得していない。

## 著書
- “美しい瞬間”を生きる（2014年、ディスカヴァー・トゥエンティワン） ISBN 978-4-7993-1522-4

## 受賞
- 2012年 - エイボン女性年度賞[2]
- ソトコト ロハスデザイン賞 ヒト部門 大賞受賞
- 第4回ユースリーダー賞 受賞

## 関連文献
- “Mukaida works to put a new face on the world's poor” (英語). The Asahi Shimbun (2012年7月27日). 2016年3月28日閲覧。
- “Makeup entrepreneur heals women’s souls in Nepal” (英語). The Japan Times (2015年4月5日). 2016年3月28日閲覧。